# Gabriele Matzner-Holzer

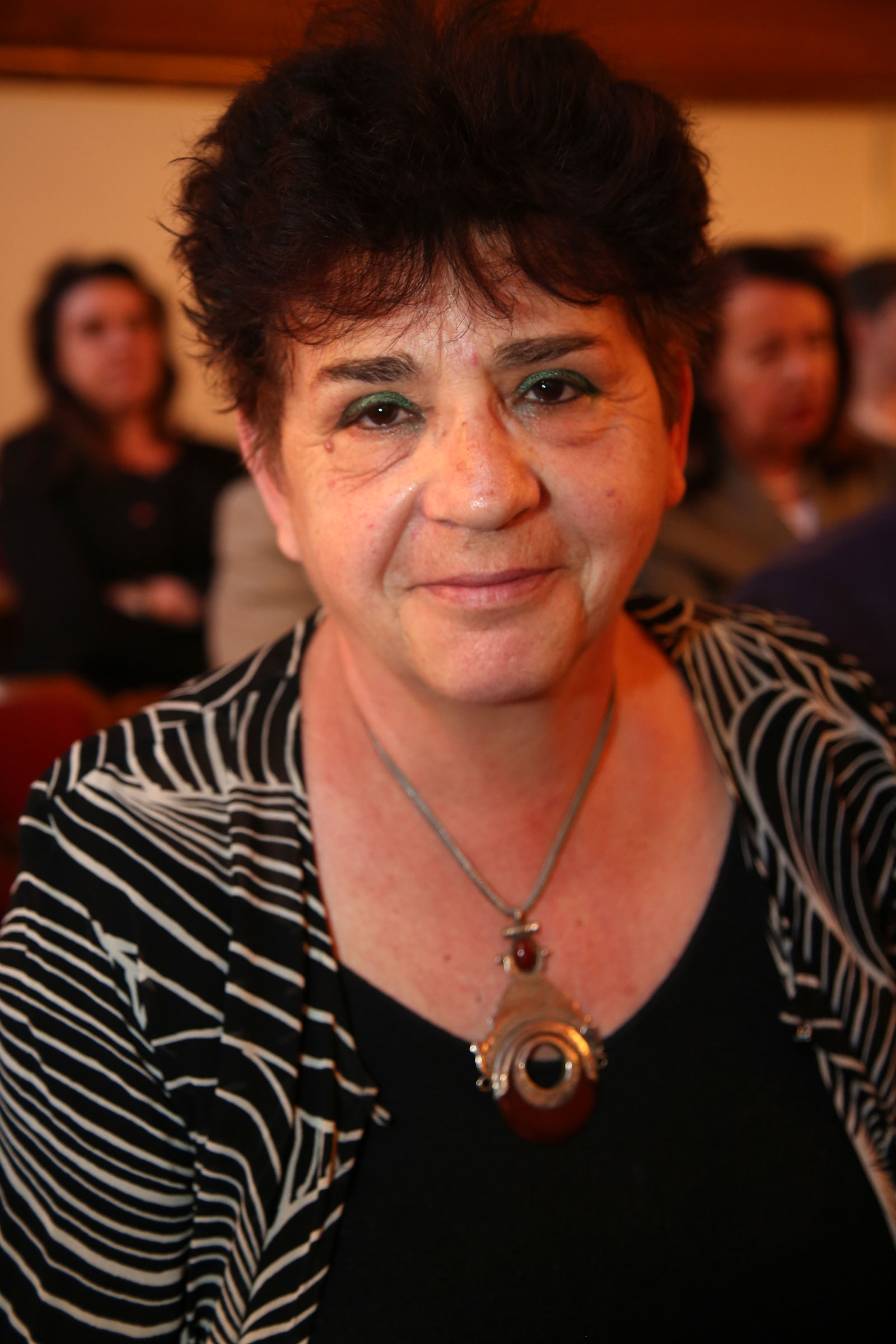
Gabriele Matzner-Holzer

Gabriele Matzner-Holzer (* 10. August 1945 in Kitzbühel, Österreich) ist österreichische Diplomatin und Publizistin und war zuletzt Botschafterin Österreichs im Vereinigten Königreich.

## Leben und Karriere
Gabriele Matzner-Holzer entstammt einer Kärntner Handwerkerfamilie (Büchsenmacher). Unter ihren Vorfahren waren auch Maler (darunter der Großvater mütterlicherseits, Hermann Poschinger). Sie selbst ist als Amateur-Malerin in Einzelausstellungen etwa in Wien, Prag, Budapest, Bratislava, Berlin, Tunis hervorgetreten.
Als promovierte Juristin der Universität Wien, trat sie 1971 in den Dienst des österreichischen Außenministeriums ein und diente bis zu ihrer Pensionierung 2010 an den Vertretungen in Moskau, New York City (UNO), Washington, D.C., Berlin und als Botschafterin in Bratislava, Tunis und London. In Wien fungierte sie zwischendurch als stellvertretende Leiterin des Völkerrechtsbüros und als stellvertretende Direktorin der Diplomatischen Akademie. Von 1981 bis 1983 war sie Mitglied des Kabinetts der Bundeskanzler Bruno Kreisky und Fred Sinowatz. Sie heiratete Egon Matzner, mit dem sie eine Tochter hat.
Sie ist Obfrau der Vereinigungen Urban Forum Egon Matzner-Institut für Stadtforschung sowie von Helping Hands, im Vorstand der österreichisch-slowakischen Gesellschaft und des BürgerInnenforums Europa sowie Mitglied weiterer Organisationen wie beispielsweise des Österreichischen Instituts für Internationale Politik.
Sie war im Vorstand von Vereinigungen wie der Friedensuniversität Stadtschlaining, der Theodor Kramer Gesellschaft, der Londoner Wiener Library, und des Wiener Instituts für den Donauraum und Mitteleuropa.

## Publikationen
Matzner-Holzer ist Autorin von Artikeln und Büchern. 1995 erschien im Verlag Kremayr & Scheriau ihr Buch Verfreundete Nachbarn. Österreich – Deutschland. Ein Verhältnis, das 2005 bei Edition Atelier eine aktualisierte Neuauflage erfuhr. Die Autorin behandelt in diesem Buch die gegenseitigen Vorurteile der Deutschen und Österreicher. Im Jänner 2001 veröffentlichte sie beim Verlag Holzhausen Im Kreuz Europas. Die unbekannte Slowakei, in dem sie Geschichte, Kultur und Gesellschaft dieses Nachbarlandes Österreichs darstellt.
2005 fungierte sie als Mitherausgeberin des vom VSA-Verlag publizierten, Egon Matzner gewidmeten Buches Sisyphus als Optimist, in dem sich international renommierte Autoren mit aktuellen wirtschaftlich-gesellschaftlichen und politischen Entwicklungen beschäftigten. 2011 erschien im Czernin-Verlag ihr Buch Egon Matzner. Querdenker für eine andere Welt. Ein politisches Vermächtnis, in dem sie einen Querschnitt über die politischen Arbeiten ihres 2003 früh verstorbenen Mannes bietet.
2015 veröffentlichte sie im Amalthea-Verlag Gefahr im Anzug. Fast ein Wien-Krimi, eine Kriminalgeschichte, die in Afrika spielt und in der ein junger österreichischer Diplomat die tragende Rolle spielt.

## Auszeichnungen
- Neben einer portugiesischen und einer slowakischen Auszeichnung erhielt Matzner-Holzer 2010 das Große Silberne Ehrenzeichen für Verdienste um die Republik Österreich[1].

## Werke (Auswahl)
- Verfreundete Nachbarn. Österreich – Deutschland. Ein Verhältnis. 2., überarb. Auflage. Edition Atelier, Wien 2005, ISBN 3-85308-099-5 (1. Auflage: 1995).
- Im Kreuz Europas. Die unbekannte Slowakei. Holzhausen-Verlag, Wien 2001, ISBN 3-85493-047-X (slowakische Ausgabe: 2002, ISBN 80-88939-44-5).
- Egon Matzner. Querdenker für eine andere Welt. Ein politisches Vermächtnis. Czernin, Wien 2011, ISBN 978-3-7076-0332-3.
- Gabriele Matzner: Gefahr im Anzug. Fast ein Wien-Krimi. Amalthea Signum Verlag, Wien 2015, ISBN 978-3-99050-012-5.